# Тетрагидроксоманганат(II) натрия
Тетрагидроксоманганат(II) натрия — неорганическое соединение,
комплексный гидроксид натрия и марганца
с формулой Na2[Mn(OH)4],
жёлтые кристаллы,
растворяется в воде.

## Получение
- Растворение гидроксида марганца(II) в кипящем концентрированном растворе гидроксида натрия в инертной атмосфере:

{\displaystyle {\mathsf {2NaOH+Mn(OH)_{2}\ {\xrightarrow {120^{o}C}}\ Na_{2}[Mn(OH)_{4}]}}}

## Физические свойства
Тетрагидроксоманганат(II) натрия образует жёлтые кристаллы, чувствительные к влаге и кислороду воздуха.
Растворяется в воде.